# 豪尔赫·埃列塞尔·胡利奥
豪尔赫·埃列塞尔·胡利奥（西班牙語：Jorge Eliécer Julio，1969年4月4日—），哥伦比亚男子拳击运动员，1989年成为职业选手。他曾代表哥伦比亚参加1988年夏季奥林匹克运动会拳击比赛，获得一枚铜牌。